# Andrae Williams
Andrae Williams (* 12. Juli 1983 in Freeport) ist ein bahamaischer Leichtathlet, der sich auf den 400-Meter-Lauf spezialisiert hat.
2005 sicherte er sich bei den bahamaischen Meisterschaften den Titel im 400-Meter-Lauf. Auf internationaler Ebene feierte er seine größten Erfolge als Mitglied der 4-mal-400-Meter-Staffel der Bahamas.
Sowohl 2005 als auch 2007 gewann er mit der Staffel die Silbermedaille bei den Weltmeisterschaften. 2008 belegte er bei den Olympischen Spielen in Peking gemeinsam mit Andretti Bain, Michael Mathieu und Chris Brown ebenfalls den zweiten Rang.
Andrae Williams hat bei einer Körpergröße von 1,85 m ein Wettkampfgewicht von 84 kg.

## Bestleistungen
- 200 m: 20,81 s, 24. März 2006, Lubbock
- 400 m: 44,90 s, 11. Juni 2005, Sacramento